# Eurostar Group
Eurostar Group е холдингово дружество, създадено от SNCF Voyageurs, Caisse de dépôt et placement du Québec, NMBS/SNCB и Federated Hermes през 2022 г. с цел сливане на операциите на Thalys и Eurostar по високоскоростните железопътни линии между Франция, Обединеното кралство, Белгия, Нидерландия и Германия.

## История
През септември 2019 г. акционерите на Eurostar и Thalys представят план за сливане на двете компании – проект, наречен Green Speed. Двете компании вече оперират във Франция, Белгия и Нидерландия, като Eurostar оперира и в Обединеното кралство, а Thalys – и в Германия, а SNCF вече притежава мажоритарен дял и в двете. Целта на проекта е да се намалят разходите и да се осигури по-безпроблемно преживяване на пътниците с използването на единен електронен билет и програма за лоялност.
След като се забавя заради пандемията COVID-19, проектът е възобновен през октомври 2021 г. Обявено е, че двете услуги ще се извършват под марката Eurostar, като марката Thalys отпада, съществуващата услуга Eurostar се преименува на Eurostar Blue, а услугата Thalys – на Eurostar Red.
Европейската комисия одобрява планираното сливане на 29 март 2022 г.
През април 2022 г. в Белгия е създадена новата холдингова компания Eurostar Group. Тя е собственост на предишните акционери на Eurostar и Thalys, като SNCF запазва мажоритарния си дял.

## Критика
Европейската федерация на пътниците смята, че сливането дава на новата компания монополно положение на пазара, който обслужва, и ще доведе до по-високи цени на билетите за пътниците.

## Брой пътници и приходи
През януари 2024 г. Eurostar Group обявява, че броят на пътниците през 2023 г. се е върнал на нивата отпреди пандемията, тъй като общият брой на пътниците е достигнал 18,9 милиона през 2023 г., което е 22% увеличение спрямо 2022 г. Обявената цел на Eurostar Group е да достигне 30 милиона пътници до 2030 г.
| Година | Пътници (в млн.) | Годишна промяна | Приходи         |
| ------ | ---------------- | --------------- | --------------- |
| 2022   | 15,3             |                 | 1,59 млрд. евро |
| 2023   | 18,6             |                 | 2 млрд. евро    |
| 2024   | 19,5             | +5 %            |                 |